# Christopher Ramírez
Christopher Rodolfo Ramírez Ulrich (Alta Verapaz, Guatemala, 8 de enero de 1994). Es un futbolista que juega de delantero en el Mixco de la Liga Nacional de Guatemala.

## Trayectoria
Ramírez proviene de la ciudad de San Cristóbal Verapaz en el departamento de Alta Verapaz. Sus padres eran misioneros cristianos que tradujeron la Biblia al idioma maya de poqomchi. Su madre es de Estados Unidos. Ramírez tiene diez hermanos (ocho hermanos y dos hermanas). Ha sido trilingüe desde la infancia: habla español, inglés y poqomchi. Comenzó a entrenar fútbol en el club Cobán Imperial, de donde se trasladó a Estados Unidos, donde fue jugador de la academia Philadelphia Union y de la PA Classics Academy. Luego probó su fuerza en Europa: entrenó en el Fortuna Sittard holandés de segunda división, fue probado en el FC St. Pauli de la segunda liga alemana, y también jugó en la sexta liga belga en Lutlommel VV.
En 2016 firmó un contrato con el Nässjö FF sueco de quinta liga, con el que ascendió a la cuarta liga en la temporada 2017, siendo el mejor goleador del equipo (marcó 13 goles, a los que sumó 7 asistencias). En enero de 2019 se convirtió en futbolista del entonces campeón guatemalteco, Deportivo Guastatoya. En la Liga Nacional de Guatemala debutó el 30 de enero de 2019 en un empate 1-1 ante Deportivo Malacateco, y anotó los dos primeros goles el 27 de marzo en la victoria por 6-0 ante Petapa. Rápidamente se adaptó a la liga y en junio se fue a Antigua GFC. Ganó el subcampeonato en Guatemala (Apertura 2019), pero fue principalmente reserva.
De nuevo en Guatemala, en 2021 fichó para estar en el Xelajú. Su debut lo hizo el 31 de julio en el que hizo un doblete en 3 minutos, algo impresionante para ser un debut. Terminó yendo al banquillo en el minuto 41.
Después de no tener una participación aceptada, en 2022 se fue al Mixco, equipo guatemalteco de la Liga Nacional. Hizo su debut en julio ante un equipo en el que él ha jugado, la Antigua GFC; el partido terminó 2-0, perdiendo su equipo en su debut; por ahora no ha marcado ningún gol.

## Selección nacional
En agosto de 2009, Ramírez fue designado por Antonio García para representar a la selección sub-16 de Guatemala en el Campeonato Sub-16 de la UNCAF. Su Selección luego ocupó el tercer lugar en la competencia.
Ramírez jugó sucesivamente para la selección nacional sub-17 de Guatemala bajo el liderazgo de los entrenadores Antonio García, Gary Stempel y Francisco Melgar. En febrero de 2011, participó en el Campeonato Sub-17 de CONCACAF (anteriormente había jugado 4 partidos de clasificación). Allí jugó en ambos partidos, y los guatemaltecos quedaron eliminados en la fase de grupos.
En la selección absoluta de Guatemala, Ramírez debutó durante la gestión del técnico Amarini Villatoro, el 30 de septiembre de 2020 en un amistoso 0-3 contra México.

## Clubes
| Club                     | País      | Año       |
| ------------------------ | --------- | --------- |
| Sävsjö FF                | Suecia    | 2016-2017 |
| Nässjö FF                | Suecia    | 2017-2019 |
| C.D Guastatoya           | Guatemala | 2019-2020 |
| Antigua Guatemala F. C.  | Guatemala | 2019-2020 |
| Deportivo Sanarate F. C. | Guatemala | 2020-2021 |
| C. S. D. Xelajú M. C.    | Guatemala | 2021-2022 |
| Mixco                    | Guatemala | 2022-     |